# Hubeite
La hubeite è un minerale.